# Мьолья
Мьолья (итал. Mioglia) — коммуна в Италии, располагается в регионе Лигурия, в провинции Савона.
Население составляет 545 человек (2008 г.), плотность населения составляет 27 чел./км². Занимает площадь 20 км². Почтовый индекс — 17040. Телефонный код — 019.
Покровителем коммуны почитается святой апостол Андрей, празднование 30 ноября.

## Демография
Динамика населения: